# Пешель, Милан
Ми́лан Пе́шель (нем. Milan Peschel; род. 1968 год, Восточный Берлин) — немецкий актёр и театральный режиссёр

.

## Биография
Милан Пешель получил полное образование с 1984 по 1986 как театральный плотник в Немецкой опере в Берлине и работал до 1991 года в качестве сценического техника в Берлинском народном театре Фольксбоне. Пешель посещал академию драматического искусства «Эрнст Буш». С 1997 по 2008 был участником ансамбля Народно-сценического театра в Берлине и участвовал во многих постановках режиссёра Франка Касторфа и Димитрия Готшеффа; с 2001 до 2003 был гостем в Thalia Theater в Гамбурге. С 2007 года Пешель выступал в качестве режиссёра в театре Максима Горького в Берлине и в Theater an der Parkaue. Милан Пешель быль задействован в качестве оратора во многих радиопостановках, в частности, режиссёра Павла Плампера.
За его главную роль больного раком отца в драме Остановка на перегоне режиссёра Андреаса Дрезена Пешель был награждён Баварской кинопремией 2011 и в 2012 призом Немецкой киноакадемии.
У Пешеля двое детей.

## Фильмография
- 2004: Штауффенберг (телефильм)
- 2005: Нетто
- 2005: Место происшествия — Страдать, как животное (телевизионный сериал)
- 2006: Ленц
- 2006: Паршивая овца
- 2006: Жизнь с Ханной
- 2006: Место Происшествия — Мари Невезение
- 2007: Дикая жизнь
- 2007: Все-все
- 2007: Руки прочь от Миссисипи
- 2007: Прочисть мозги
- 2008: Место Происшествия — Нетленно
- 2009: Однажды в августе
- 2009: 12 метров без головы
- 2010: Берлин, Боксагенер платц
- 2010: Еврей Зюсс
- 2010: Das rote Zimmer
- 2010: Моя заветная мечта
- 2010: Место происшествия — Потому что они зло
- 2011: Остановка на перегоне
- 2011: Что за парень?
- 2011: Влюблённая женщина
- 2012: Приключения Гекльберри Финна
- 2013: Поможем расстаться
- 2013: Уборщик места преступления — заказ из могилы
- 2014: Не мой день
- 2014: Отцовство
- 2014: Место Преступления — Молоток
- 2014: Сумасшедшие — мужчины
- 2014: Рико, Оскар и тени темнее тёмного
- 2014: Улица Борнхольмер (ТВ)
- 2014: Сказка о том, кто ходил страху учиться (ТВ)
- 2015: Нянька
- 2015: Рико, Оскар и порок сердца
- 2015: Катастрофа
- 2016: Рико, Оскар и тайна драгоценных камней
- 2016: Место Происшествия — День зарплаты
- 2016: Männertag
- 2016: Холодное сердце
- 2016: Мы — Розинскисы
- 2016: Другой — история семьи
- 2017: Старики-разведчики
- 2021: Я — Карл

## Озвучивание и дубляж
- 2014: Астерикс: Земля богов — Астерикс
- 2018: Астерикс и тайное зелье — Астерикс

## Театральные роли
- 1995: Георг Бюхнер / Leonce und Lena Режиссура: Alexander Hawemann — Hans Otto Theater Potsdam
- 1995: Найджел Уильямс[англ.] / Классовый враг[англ.] Режиссура: Aureliusz Smigiel — Hans Otto Theater Potsdam
- 1996: Уильям Шекспир / Гамлет (Главная роль) Режиссура: Frank Lienert — Neue Bühne Senftenberg
- 1997: Ричард О’Брайан / Rocky Horror Show (Riff Raff) Режиссура: Frank Lienert — Neue Bühne Senftenberg
- 1998: Жан Поль Сартр / Die schmutzigen Hände Режиссура: Frank Castorf — Volksbühne Berlin
- 1999: Фёдор Михайлович Достоевский / Бесы Режиссура: Frank Castorf — Volksbühne Berlin
- 2000: Werner Schwab / Volksvernichtung oder meine Leber ist sinnlos Режиссура: Thomas Bischoff — Volksbühne Berlin
- 2000: Уильям Шекспир / Гамлет (Главная роль) Режиссура: Armin Petras — Staatstheater Kassel
- 2001: Fritz Kater / Fight City Режиссура: Armin Petras — Thalia Theater Hamburg
- 2001: Фёдор Михайлович Достоевский / Униженные и оскорблённые Режиссура: Frank Castorf — Volksbühne Berlin
- 2002: Fritz Kater / Zeit zu leben, Zeit zu sterben Режиссура: Armin Petras — Thalia Theater Hamburg
- 2002: Andrej Nekrassow / Königsberg Режиссура: Andrej Nekrassow — Thalia Theater Hamburg
- 2002: Михаил Булгаков / Мастер и Маргарита Режиссура: Frank Castorf — Volksbühne Berlin
- 2003: Forever Young (Уильямса Тенесси) Режиссура: Frank Castorf — Volksbühne Berlin
- 2003: Bernard-Marie Koltès / Kampf des Negers und der Hunde Режиссура: Dimiter Gotscheff — Volksbühne Berlin
- 2004: Gier nach Gold (Норриса Фрэнка) Режиссура: Frank Castorf — Volksbühne Berlin
- 2005: Фёдор Михайлович Достоевский / Schuld und Sühne Режиссура: Frank Castorf — Volksbühne Berlin
- 2006: Das große Fressen (согласно фильму Марко Феррери) Режиссура: Dimiter Gottscheff — Volksbühne Berlin
- 2006: Бертольд Брехт / Im Dickicht der Städte Режиссура: Frank Castorf — Volksbühne Berlin
- 2007: Эрих Кестнер / Emil und die Detektive Режиссура: Frank Castorf — Volksbühne Berlin
- 2007: Nord (Луи-Фердинанд Селина) Режиссура: Frank Castorf — Volksbühne Berlin
- 2008: Лев Николаевич Толстой / Анна Каренина Режиссура: Jan Bosse — Maxim Gorki Theater Berlin
- 2009: Rummelplatz (согласно роману Werner Bräunig) Режиссура: Armin Petras — Maxim Gorki Theater Berlin
- 2010: Nach Moskau! Nach Moskau! (Антона Чехова) Режиссура: Frank Castorf — Volksbühne Berlin
- 2013: Gladow Bande / Режиссура: Jan Bosse — Maxim Gorki Theater Berlin

## Режиссёрские работы
- 2006: Рыбак и его жена — Theater an der Parkaue
- 2008: Проделки Близнецов / Эрих Кестнер — Theater an der Parkaue
- 2008: Макбет / Уильям Шекспир — Teater Ольборг (Дания)
- 2010: Нора / Генрик Ибсен — Aarhus Teater (Дания)
- 2010: Стеклянный зверинец / Теннесси Уильямс — Театр Максима Горького
- 2011: Кентервильское привидение / Оскар Уайльд — Theater an der Parkaue
- 2011: Быть или не быть / Ник Уитби по фильму Эрнста Любича — Театр Максима Горького
- 2011: Манхэттен / после Вуди Аллен и А. Чехова — театр в Ноймаркте, Цюрих
- 2012: Из жизни героя гражданской войны / Карл Штернхейм — государственный театр Ганновера
- 2012: Йеппе с горы / Ludvig Holberg — Aarhus Teater (Дания)
- 2012: Все золото, что блестит / Марио Салазар — театр Хайдельберга
- 2013: Юнона и павлин / Шон О’Кейси — Deutsches Theater Berlin
- 2014: Друг болен / НИС-Момме Stockmann — Deutsches Theater Berlin
- 2014: Девушка Розмари / Соерен Войма Эриха Куби — государственный театр Ганновера
- 2015: Кассета / Карл Штернхейм Театр Хайдельберг

## Радиопостановки
- 2007: Альфред деблин: история от Франца Биберкопф — режиссёр: Кай Грен (радиопостановка — КСВ, RBB, BR)
- 2007: Христоф Калковский/Маттиас Виттекинд: Конгрес супер фантазеры (Зигги) — режиссёр: Кристоф Калковский (радиопостановка — RBB)
- 2010: Laila Stieler: Парикмахер (Джо) — редактор и режиссёр: Джудит Лоренца (радиоспектакль — RBB)
- 2013: E. M. Cioran: Рождение от недостатка — режиссёр: Кай Грен (радиоспектакль — КСВ)
- 2013: Павел Плампер: Покупка — реализация: Павел Плампер (WDR/BR/DLF/Schauspiel Köln)
- 2014: Сара Трилш: Над нами огни (Томас) — режиссёр: Анушка Трокер (радиоспектакль — RBB)

## Награды
- 2006: Номинация Немецкой Кинопремией как лучший исполнитель главной роли в фильме «Сеть»
- 2010: Немецкий ТВ-криминал приз — специальный приз за выдающееся исполнение роли в фильме «Место преступления — Потому что они — зло»
- 2010: Телевизионная награда Хессишера за роль в фильме «Потому что они — зло»
- 2012: Баварская кинопремия за участие в фильме «Остановка на перегоне»
- 2012: Лучший актёр в фильме «Остановка на перегоне» на Международном кинофестивале в Лас-Пальмасе
- 2012: Немецкая Кинопремия лучшему исполнителю главной роли в фильме «Остановке на перегоне»